# Фірозабад
Для статті про стародавнє місто на території Делі див. Фіроз-Шах-Котла.
27°9′0″ пн. ш. 78°25′12″ сх. д. / 27.15000° пн. ш. 78.42000° сх. д.
Фірозабад (англ. Firozabad,гінді फ़ीरोज़ाबाद, урду فیروزآباد) — місто в індійському штаті Уттар-Прадеш, розташоване за 40 км від Аґри і 240 км від Делі, на північному схилі плато Декан. Місто було завновано за часів правління Фіроз Шаха Туґхлака в 14 столітті та названо на його ім'я в 1566 році. Зі стародавніх часів воно є центром скляної та ювелірної промисловості.